# مدرسه آیت‌الله معزی
مدرسه آیت الله معزی مربوط به اواخر دوره قاجار است و در دزفول، محله قلعه واقع شده و این اثر در تاریخ ۱۷ اسفند ۱۳۸۱ با شمارهٔ ثبت ۷۹۱۳ به‌عنوان یکی از آثار ملی ایران به ثبت رسیده است.